# 400 mètres féminin aux championnats du monde d'athlétisme 2022
Pour des articles plus généraux, voir Championnats du monde d'athlétisme 2022 et 400 mètres aux championnats du monde d'athlétisme.
Navigation
Doha 2019 Budapest 2023
L'épreuve du 400 mètres féminin des championnats du monde de 2022 se déroule les 17, 20 et 22 juillet 2022 au sein du stade Hayward Field à Eugene, aux États-Unis.

## Records et performances

### Records
Les records du 400 m femmes (mondial, des championnats et par continent) étaient avant les championnats 2022 les suivants :
| Record                    | Athlète               | Pays               | Temps   | Lieu      | Date            |
| ------------------------- | --------------------- | ------------------ | ------- | --------- | --------------- |
| Record du monde           | Marita Koch           | Allemagne de l'Est | 47 s 60 | Canberra  | 6 octobre 1985  |
| Record des championnats   | Jarmila Kratochvílová | Tchécoslovaquie    | 47 s 99 | Helsinki  | 10 août 1983    |
| Record d'Afrique          | Falilat Ogunkoya      | Nigeria            | 49 s 10 | Atlanta   | 29 juillet 1996 |
| Record d'Asie             | Salwa Eid Naser       | Bahreïn            | 48 s 14 | Doha      | 3 octobre 2019  |
| Record d'Amérique du Nord | Shaunae Miller-Uibo   | Bahamas            | 48 s 36 | Tokyo     | 6 août 2021     |
| Record d'Amérique du Sud  | Ximena Restrepo       | Colombie           | 49 s 64 | Barcelone | 5 août 1992     |
| Record d'Europe           | Marita Koch           | Allemagne de l'Est | 47 s 60 | Canberra  | 6 octobre 1985  |
| Record d'Océanie          | Cathy Freeman         | Australie          | 48 s 63 | Atlanta   | 29 juillet 1996 |

### Meilleures performances de l'année 2022
Les dix  athlètes les plus rapides de l'année sont, avant les championnats, les suivantes. 
| 1  | Marileidy Paulino   | République dominicaine | 49 s 49 | La Nucia    | 21 mai 2022   |
| 2  | Charokee Young      | Jamaïque               | 49 s 87 | Gainesville | 16 avril 2022 |
| 3  | Shaunae Miller-Uibo | Bahamas                | 49 s 91 | Gainesville | 16 avril 2022 |
| 4  | Talitha Diggs       | États-Unis             | 49 s 99 | Eugene      | 11 juin 2022  |
| 5  | Britton Wilson      | États-Unis             | 50 s 05 | Oxford      | 14 mai 2022   |
| 6  | Natalia Kaczmarek   | Pologne                | 50 s 16 | Ostrava     | 31 mai 2022   |
| 7  | Stacey-Ann Williams | Jamaïque               | 50 s 18 | Eugene      | 9 juin 2022   |
| 8  | Anna Kiełbasińska   | Pologne                | 50 s 28 | Paris       | 18 juin 2022  |
| 9  | Candice McLeod      | Jamaïque               | 50 s 29 | Kingston    | 26 juin 2022  |
| 10 | Kendall Ellis       | États-Unis             | 50 s 35 | Eugene      | 25 juin 2022  |

## Critères de qualification
Le minima de qualification est fixé à 51 s 35, la période de qualification est comprise entre le 27 juin 2021 et le 26 juin 2022.

## Résultats

### Finale
| Rang               | Athlète                 | Pays                   | Temps   | Notes |
| ------------------ | ----------------------- | ---------------------- | ------- | ----- |
| Médaille d'or      | Shaunae Miller-Uibo     | Bahamas                | 49 s 11 | WL    |
| Médaille d'argent  | Marileidy Paulino       | République dominicaine | 49 s 60 |       |
| Médaille de bronze | Sada Williams           | Barbade                | 49 s 75 | NR    |
| 4                  | Lieke Klaver            | Pays-Bas               | 50 s 33 |       |
| 5                  | Stephenie Ann McPherson | Jamaïque               | 50 s 36 |       |
| 6                  | Fiordaliza Cofil        | République dominicaine | 50 s 57 |       |
| 7                  | Candice McLeod          | Jamaïque               | 50 s 78 |       |
| 8                  | Anna Kiełbasińska       | Pologne                | 50 s 81 |       |

### Demi-finales
Les 2 premières de chaque demi-finale (Q) et les 2 meilleurs temps (q) se qualifient pour la finale.
| Rang | Série | Athlète                   | Pays                   | Temps | Notes |
| ---- | ----- | ------------------------- | ---------------------- | ----- | ----- |
| 1    | 1     | Shaunae Miller-Uibo       | Bahamas                | 49.55 | Q, SB |
| 2    | 3     | Marileidy Paulino         | République dominicaine | 49.98 | Q     |
| 3    | 1     | Candice McLeod            | Jamaïque               | 50.05 | Q, SB |
| 4    | 3     | Sada Williams             | Barbade                | 50.12 | Q, SB |
| 5    | 2     | Fiordaliza Cofil          | République dominicaine | 50.14 | Q, PB |
| 6    | 2     | Lieke Klaver              | Pays-Bas               | 50.18 | Q, NR |
| 7    | 2     | Stephenie Ann McPherson   | Jamaïque               | 50.56 | q     |
| 8    | 1     | Anna Kiełbasińska         | Pologne                | 50.65 | q     |
| 9    | 1     | Rhasidat Adeleke          | Irlande                | 50.81 |       |
| 10   | 3     | Talitha Diggs             | États-Unis             | 50.84 |       |
| 11   | 1     | Victoria Ohuruogu         | Royaume-Uni            | 50.99 | PB    |
| 12   | 1     | Lynna Irby                | États-Unis             | 51.00 |       |
| 13   | 3     | Roxana Gómez              | Cuba                   | 51.12 |       |
| 14   | 2     | Nicole Yeargin            | Royaume-Uni            | 51.22 |       |
| 15   | 2     | Natalia Kaczmarek         | Pologne                | 51.34 |       |
| 16   | 3     | Charokee Young            | Jamaïque               | 51.41 |       |
| 17   | 3     | Lada Vondrová             | Tchéquie               | 51.47 |       |
| 18   | 2     | Aliyah Abrams             | Guyana                 | 51.79 |       |
| 19   | 1     | Cátia Azevedo             | Portugal               | 51.79 |       |
| 20   | 2     | Gabby Scott               | Porto Rico             | 51.97 |       |
| 21   | 3     | Modesta Justė Morauskaitė | Lituanie               | 52.19 |       |
| 22   | 3     | Ama Pipi                  | Royaume-Uni            | 52.28 |       |
| 23   | 2     | Susanne Walli             | Autriche               | 52.37 |       |
| 24   | 1     | Tábata de Carvalho        | Brésil                 | 52.42 |       |

### Séries
Les 3 premières de chaque série (Q) et les 6 meilleurs temps (q) se qualifient pour les demi-finales
| Rang | Série | Athlète                   | Pays                   | Temps | Notes |
| ---- | ----- | ------------------------- | ---------------------- | ----- | ----- |
| 1    | 2     | Stephenie Ann McPherson   | Jamaïque               | 50.15 | Q, SB |
| 2    | 2     | Natalia Kaczmarek         | Pologne                | 50.21 | Q     |
| 3    | 2     | Lieke Klaver              | Pays-Bas               | 50.24 | Q, NR |
| 4    | 6     | Anna Kiełbasińska         | Pologne                | 50.63 | Q     |
| 5    | 4     | Marileidy Paulino         | République dominicaine | 50.76 | Q     |
| 6    | 6     | Candice McLeod            | Jamaïque               | 50.78 | Q     |
| 7    | 3     | Sada Williams             | Barbade                | 51.05 | Q     |
| 8    | 6     | Victoria Ohuruogu         | Royaume-Uni            | 51.07 | Q     |
| 9    | 1     | Shaunae Miller-Uibo       | Bahamas                | 51.10 | Q     |
| 10   | 2     | Nicole Yeargin            | Royaume-Uni            | 51.17 | q, SB |
| 11   | 5     | Fiordaliza Cofil          | République dominicaine | 51.19 | Q     |
| 12   | 3     | Modesta Justė Morauskaitė | Lituanie               | 51.27 | Q     |
| 13   | 3     | Ama Pipi                  | Royaume-Uni            | 51.32 | Q     |
| 14   | 5     | Talitha Diggs             | États-Unis             | 51.54 | Q     |
| 15   | 2     | Cátia Azevedo             | Portugal               | 51.55 | q     |
| 16   | 6     | Lada Vondrová             | Tchéquie               | 51.55 | q     |
| 17   | 4     | Rhasidat Adeleke          | Irlande                | 51.59 | Q     |
| 18   | 4     | Lynna Irby                | États-Unis             | 51.78 | Q     |
| 19   | 3     | Charokee Young            | Jamaïque               | 51.84 | q     |
| 20   | 5     | Roxana Gómez              | Cuba                   | 51.85 | Q     |
| 21   | 1     | Aliyah Abrams             | Guyana                 | 51.98 | Q     |
| 22   | 1     | Gabby Scott               | Porto Rico             | 52.05 | Q     |
| 23   | 2     | Tábata de Carvalho        | Brésil                 | 52.17 | q     |
| 24   | 1     | Susanne Walli             | Autriche               | 52.18 | q     |
| 25   | 4     | Gunta Vaičule             | Lettonie               | 52.21 |       |
| 26   | 3     | Sophie Becker             | Irlande                | 52.24 |       |
| 27   | 1     | Paola Morán               | Mexique                | 52.28 |       |
| 28   | 6     | Natassha McDonald         | Canada                 | 52.41 |       |
| 29   | 4     | Lauren Gale               | Canada                 | 52.46 |       |
| 30   | 1     | Kendall Ellis             | États-Unis             | 52.55 |       |
| 31   | 3     | Camille Laus              | Belgique               | 52.56 |       |
| 32   | 3     | Eveline Saalberg          | Pays-Bas               | 52.59 |       |
| 33   | 4     | Anita Horvat              | Slovénie               | 52.67 |       |
| 34   | 5     | Alice Mangione            | Italie                 | 52.72 |       |
| 35   | 6     | Tiffani Marinho           | Brésil                 | 52.80 |       |
| 36   | 4     | Imaobong Nse Uko          | Nigeria                | 52.80 |       |
| 37   | 2     | Niddy Mingilishi          | Zambie                 | 52.84 |       |
| 38   | 5     | Silke Lemmens             | Suisse                 | 52.86 |       |
| 39   | 5     | Aiyanna Stiverne          | Canada                 | 53.07 |       |
| 40   | 5     | Naomi Van Den Broeck      | Belgique               | 53.16 |       |
| 41   | 1     | Miranda Charlene Coetzee  | Afrique du Sud         | 53.30 |       |
| 42   | 6     | Shereen Vallabouy         | Malaisie               | 53.57 |       |
| 43   | 6     | Rosie Elliott             | Nouvelle-Zélande       | 54.92 |       |

## Légende
Records et Performances
- AR : Record continental (area record)
- CR : Record des championnats (championship record)
- MR : Record du meeting (meet record)
- NR : Record national (national record)
- OR : Record olympique (olympic record)
- PR : Record paralympique (paralympic record)
- PB : Record personnel (personal best)
- SB : Meilleure performance personnelle de la saison (season's best)
- WL : Meilleure performance mondiale de l'année (world leader)
- WJR : Record du monde junior (world junior record)
- WR : Record du monde (world record)

Circonstances et Conditions
- DNF : N'a pas terminé (did not finish)
- DNS : N'a pas pris le départ (did not start)
- DQ : Disqualification (disqualification)
- NM : Aucun essai valable enregistré (No Mark)
- Q : Qualifié « directement » au prochain tour (ou à la prochaine compétition), lors d'une compétition majeure, grâce au classement ou à la réalisation des minima (automatic qualifier)
- q : Qualifié au prochain tour (ou à la prochaine compétition), lors d'une compétition majeure, grâce au repêchage ou à la réalisation de l'une des meilleures performances parmi celles des « non qualifiés directement » (grâce au meilleur temps ou à la meilleure distance par exemple) (secondary qualifier)